# Omar Nuur
Omar Nuur (12 de enero de 2001) es un deportista de Suecia que compite en atletismo. Ganó una medalla de plata en el Campeonato Europeo de Atletismo Sub-20 de 2019, en la prueba de 3000 m obstáculos.